# Christian Mathenia
Christian Mathenia (ur. 31 marca 1992 w Moguncji) – niemiecki piłkarz występujący na pozycji bramkarza. Od 2018 roku jest zawodnikiem 1. FC Nürnberg.
Od 2016 do 2018 roku grał w klubie Hamburger SV. Jest wychowankiem FSV Mainz 05, jednak nie zadebiutował w barwach pierwszego zespołu tego klubu w oficjalnym meczu. W latach 2014–2016 był zawodnikiem SV Darmstadt 98.